# Dana Rettke
Dana Lynn Rettke (Riverside, 21 gennaio 1999) è una pallavolista statunitense, centrale dell'Eczacıbaşı.

## Carriera

### Club
La carriera pallavolistica di Dana Rettke inizia nei tornei scolastici dell'Illinois, giocando per la Riverside-Brookfield HS. Dopo il diploma entra a far parte della squadra universitaria della Wisconsin, in NCAA Division I: gioca con le Badgers dal 2017 al 2021, raggiungendo tre volte le Final-4, con una sconfitta in finale e una in semifinale, prima di aggiudicarsi il titolo nel 2021, approfittando dell'anno di eleggibilità extra concesso durante la pandemia di COVID-19; viene insignita di numerosi riconoscimenti individuali, tra i quali spiccano quello di Freshman of the Year e National Player of the Year, oltre a diventare la prima pallavolista nella storia a essere inserita cinque volta nella prima squadra All-America.
Nel gennaio 2022 firma il suo primo contratto professionistico in Italia, legandosi alla Pro Victoria, in Serie A1, dalla seconda parte della stagione 2021-22; dopo un anno e mezzo con le lombarde, nel campionato 2024-25 viene ingaggiata dall'Eczacıbaşı, nella Sultanlar Ligi turca.

### Nazionale
Nel 2019 fa il suo esordio nella nazionale statunitense, aggiudicandosi la medaglia d'oro alla Volleyball Nations League. Nel 2023 arriva l'argento al campionato nordamericano; lo stesso metallo lo mette al collo nel 2024 ai Giochi della XXXIII Olimpiade.

## Palmarès

### Club
- NCAA Division I: 1

2021

### Premi individuali
- 2017 - Freshman of the Year
- 2017 - All-America First Team
- 2017 - NCAA Division I: Palo Alto Regional All-Tournament Team
- 2018 - All-America First Team
- 2018 - NCAA Division I: Champaign Regional All-Tournament Team
- 2019 - All-America First Team
- 2019 - NCAA Division I: Madison Regional All-Tournament Team
- 2019 - NCAA Division I: Pittsburgh National All-Tournament Team
- 2020 - All-America First Team
- 2021 - National Player of the Year
- 2021 - All-America First Team
- 2021 - NCAA Division I: Madison Regional All-Tournament Team
- 2021 - NCAA Division I: Columbus National All-Tournament Team